# 鲁塘镇
鲁塘镇，是中华人民共和国湖南省郴州市北湖区下辖的一个乡镇级行政单位。

## 行政区划
鲁塘镇下辖以下地区：
鲁塘社区、鲁源社区、太山里村、太洞村、水车洞村、上鲁塘村、下鲁塘村、同祥村、碧潭村、天堂村、冷水村、蕉塘村、前进村、村头村、鲤鱼湾村、仁和村、新屋背村和陂附村。